# José Agostinho Tomás de Aquino
José Agostinho Tomás de Aquino (Freguesia de São Lourenço, 27 de agosto de 1804 – Macau, 21 de junho de 1852) foi um arquiteto macaense, nasceu em Macau em 27 de agosto de 1804, formou-se em matemática, desenho e comércio, em Lisboa, onde viveu entre 1819 e 1825, tendo nesse ano regressado a Macau, onde veio a falecer em 21 de junho de 1852. Foi o arquiteto responsável pelo projeto do Palácio do Governador.